# Полиперхон
Полиперхон (на старогръцки: Πολυπέρχων, * 394 г. пр. Хр. в Тимфея; † 303 г. пр. Хр.), син на Симия от Тимфея в Епир, е македонски военачалник и придружител на Александър Велики. След това той е един от управляващите регенти на Александровото царство.
Полиперхон е от възрастовата група на цар Филип II Македонски, на когото служи като генерал. Той участва в Алексанровия поход в Азия и след битката при Иса през 333 г. пр. Хр. той е назначен за главнокомандващ (taxiarchos) на тимфайнийската фаланга на pezheteiroi, на мястото на убития Птолемей. В битката при Гавгамела 331 г. пр. Хр. той командва своята част. След завръщането му от Индия във Вавилон, той, заедно с други ветерани под командването на Кратер, през 324 г. пр. Хр. е изпратен обратно в Македония, където помагат на Антипатър в ламийската война (323 – 322 г. пр. Хр. против Леостен).
След смъртта на Александър Велики 323 г. пр. Хр. започват Диадохските войни. В първата диадохска война Полиперхон се включва към противниците на царския регент Пердика и поема управлението в Македония по време на отсъствието на Антипатър и Кратер в Азия. Тогава той потушава бунт на тесалиците против Пердика. След смъртта на Пердика на конференцията в Трипарадис 320 г. пр. Хр. Антипатър е поставен за новия регент на царството. Обаче още през 319 г. пр. Хр. той умира малко след завръщането му от Азия.

## Регент на царството
Направеното от Антипатър определяне на последничеството предвижда Полиперхон да го последва като регент на царството и неговият син Касандър да му бъде Chiliarch (везир). Касандър се чувства пренебрегнат и изисква да получи регентството. Касандър бяга в Азия, където се съюзява с Антигон Монофталм и така разпалва втората диадохска война. Полиперхон се съюзява с Олимпия и Евмен от Кардия, когото назначава за стратег на Азия и му дава задачата борбата против Антигон Монофталм.
След като повечето македонци преминават към Касандър, Полиперхон се оттегля на Пелопонес.
През третата диадохска война Полиперхон склиючва съюз през 316 г. пр. Хр. в Тир с Антигон Монофталм против Касандър, който завзема няколко полиса в Гърция. През 315 г. пр. Хр. неговият син, Александър, преминава на страната на Касандър и превзема градовете Сикион и Коринт и ги управлява самостоятелно. Полиперхон заедно с антигонидските военачалници Телесфор и Птолемей държи все още позиция. След 311 г. пр. Хр. той предприема опит да постави за цар сина на Александър Херакъл. През 309 г. пр. Хр. той сключва с Касандър формален мир, и трябва да нареди убийството на Херакъл и майка му Барсина. След това няма сведения за него.